# Finalmente Club
O Finalmente Club é um local de vida noturna gay situado na Rua da Palmeira, entre o Príncipe Real e a Praça das Flores, em Lisboa, Portugal, fundado em 1976, que leva à cena espetáculos de transformismo e drag queens, sendo considerada a "única catedral do travesti" de Lisboa. Entre os seus clientes famosos, estiveram Jean-Paul Gaultier e Katy Perry.

## História
O Finalmente Club, também referido simplesmente como Finalmente, foi fundado a 2 de maio de 1976 por Eduardo Paradela, Armando Teixeira, que foi seu dono durante 30 anos, e uma sócia cuja identidade não é divulgada. Inicialmente, o espaço noturno não teve muito sucesso, funcionando essencialmente como um bar gay com espetáculos de travestismo amadores. Somente em 1978 começou a ganhar fama. Nessa fase, funcionava das 22h (da noite) às 2h da madrugada e tinha um espetáculo às quintas e domingos, com o título Até que Enfim, Xô, de que eram principais atrações Lydia Barloff (José Manuel Rosado), Doll Phoenix (Sérgio Alves), Ruth Bryden (Joaquim Centúrio de Almeida) e Diva Corelli.
A partir dos anos 90, passou a ser produzido, todas as segundas-feiras, o célebre espectáculo Lugar às Novas, originalmente destinado a descobrir novos talentos e posteriormente dedicado a travestis e performers amadores que desejavam ganhar experiência num palco. Vinte anos depois, o Lugar às Novas ainda era considerado "um concurso de novos talentos travesti que se tornou instituição", sendo o ponto de partida e local de estreia de várias drag queens portuguesas contemporâneas.
Em setembro de 2006, Armando Teixeira vendeu o Finalmente Club ao empresário e arquiteto galego José António Marquina. 
Para comemorar quatro décadas de existência, em 2016, o clube instituiu o Troféu Finalmente – Prémio Internacional de Transformismo e Artes Cénicas, com o objetivo de distinguir personalidades do mundo das artes cénicas do transformismo e das artes em geral. O primeiro galardão foi entregue a Deborah Krystall (Fernando Santos) e Herman José, seguindo-se Rossy de Palma, Simone de Oliveira, Ney Matogrosso, José Raposo e Maria Rueff nas seguintes edições.
Apesar de ser conhecido por nunca fechar, nem no Natal, nem na passagem de ano, nem em dias feriados, o Finalmente foi obrigado a suspender a sua atividade temporariamente entre 2020 e 2021, devido à pandemia de COVID-19 em Portugal. Atualmente é considerada uma das discotecas mais antigas em funcionamento contínuo em Lisboa, sendo Deborah Krystall (Fernando Santos) o diretor artístico do clube e uma das mais reputadas artistas transformistas em Portugal. As artistas residentes que mantêm a tradição dos espetáculos de transformismo são Samantha Rox, Jenny Larrue, Nyma Charles, Norma Swan, Diogo Kat e Stefani Duve.